# Кузнецов, Вячеслав Николаевич (социолог)
Вячесла́в Никола́евич Кузнецо́в (15 мая 1954, Москва — 2 июля 2021) — советский и российский социолог. Доктор социологических наук, профессор, член-корреспондент РАН (2003).

## Биография
Родился 15 мая 1954 года в Москве.
В 1976 году окончил Московский институт управления имени Серго Орджоникидзе, специальность «инженер-экономист», а в 1991 году заочно — Академию Министерства внутренних дел СССР по специальности «Юрист — организатор управления в сфере правопорядка».
В 1999 году защитил кандидатскую, а в 2002 году в Институте социально-политических исследований РАН защитил диссертацию на соискание учёной степени доктора социологических наук по теме «Формирование культуры безопасности в трансформирующемся обществе: Социологический аспект» (специальность 22.00.01 — теория, методология и история социологии)
В 2003 году был избран членом-корреспондентом РАН.
Скончался 2 июля 2021 года. Похоронен в Москве на Преображенском кладбище (участок 7).

### Трудовая деятельность
С 1976 по 1978 год — ассистент кафедры «Организация управления в машиностроительной промышленности» МИУ.
С 1978 по 1992 год работал в кадрах МВД СССР, старший советник МВД СССР в Афганистане.
С 1992 по 1994 год — председатель коллегии советников Московского областного совета народных депутатов.
С 1994 по 1995 годы — президент страховой компании «Щит».
С 1995 по 2000 год — советник председателя Правления, начальник Департамента стратегического анализа и внутреннего аудита ОАО «Газпром»; генеральный директор Газпроминвестхолдинга (который создал в 1997 году); председатель Совета директоров Лебединского ГОКа.
В 2002—2009 годах — заведующий кафедрой «Социология безопасности», с 2009 года — заведующий кафедрой «Социология культуры, воспитания и безопасности» социологического факультета МГУ.
С октября 2002 по июнь 2006 года — заместитель директора, и. о. директора, директор Института социально-политических исследований РАН. Был научным руководителем президента Чечни А. А. Кадырова при защите тем диссертации «Российско-чеченский конфликт: генезис, сущность, пути решения» в ИСПИ РАН.
С марта 2003 по июнь 2006 года — заместитель академика-секретаря Отделения общественных наук РАН.

## Научная деятельность
Основоположник ряда новых направлений, теорий и концепций в области общественных наук.
В период с 1999 по 2014 год вёл разработку фундаментальных основ социологической методологии и теории безопасности; теории компромисса; социологии идеологии; идеологии развития России. Разработал теоретические основы Московско-Шанхайской модели миропорядка.
Провёл работы по разработке «институционально-сетевой методологии» в области гуманитарного знания и обосновал концепцию «высоких гуманитарных технологий», результаты этих разработок применены в ходе реализации в 2004 году под его руководством фундаментального научного проекта отделения общественных наук РАН «Гуманитарный стратегический манёвр», была выпущена в печать коллективная монография.
Создал в 1999 году научно-издательский проект «Безопасность Евразии», который специализируется на вопросах культуры безопасности, геокультуры и обладает общероссийским и международным приоритетом в изучении социологии культуры безопасности. До конца жизни был его главным редактором.
В составе проекта:
- журнал «Безопасность Евразии»;
- серия научной и учебной литературы «3a Нашу и Вашу безопасность»;
- «Энциклопедия Мира» (автор А. С. Капто);
- Энциклопедический словарь-ежегодник «Безопасность Евразии»;
- научный альманах высоких гуманитарных технологий «НАВИГУТ»;
- постоянно действующий научно-методологический семинар «Высокие гуманитарные технологии — XXI».

В период с 2002 по 2009 год разработал и опробовал на социологическом факультете МГУ два авторских учебных корпуса учебников и учебно-методических пособий.
Первый корпус включает в себя:
- программа авторского учебного курса «Социология безопасности» (М., 2002);
- учебник «Социология безопасности» (М., 2003) — книга имеет гриф ИСПИ РАН, МГУ, Социологический факультет;
- учебно-методическое пособие «Социология безопасности» (М., 2003);
- хрестоматия (составитель) «Социология безопасности» (М., 2003);
- учебное пособие «Социология безопасности» (М., 2007).

Второй корпус включает в себя:
- программа учебного курса «Социология идеологии» (М., 2005);
- курс лекций «Социология идеологи» (М., 2005);
- учебник «Идеология: Социологический аспект» (М., 2005);
- учебно-методическое пособие «Социология идеологии» (М., 2005);
- хрестоматия (составитель) «Социология идеологии» (М., 2005);
- учебное пособие «Социология идеологии» (М., 2008).

Итоги исследований, проведенные Кузнецовым, были поддержаны в ежегодных отчётах Российской академии наук (2004—2006).
Входил в состав Главного учёного совета МГУ.

### Монографии, учебники и учебные пособия
1. Теория Коммуникационного Общества 3.0: Социологический гуманистический аспект. В. Н. Кузнецов М., 2015.
2. Культура национальной безопасности: облачные 3.0 методологии, теории, институты и технологии в России 2015—2020. Особенности гуманистической безопасности в Коммуникационном Обществе 3.0. Коллективная монография. Колл. авт.; ред.-сост. и авт. глав В. Н. Кузнецов. М., 2015.
3. Мировой порядок 2014: Социологическая теория Московско-Шанхайской гуманистической модели миропорядка в контексте Коммуникационного Общества XXI века В. Н. Кузнецов М., 2014.
4. Гуманизм XXI. О смысле жизни Человека в 2013 году: Социологический геокультурный аспект. В. Н. Кузнецов М., 2013.
5. Основания современного мировоззрения: Социологические особенности мировоззрений 2012 года и последующих лет в контексте РИО+20. М., 2012.
6. Кузнецов В. Н. Социокультурные особенности противодействия идеологии коррупции: Учебно-методический комплекс. В. Н. Кузнецов М., 2011.
7. Социология культуры: Учебно-методический комплекс. В. Н. Кузнецов М., 2011.
8. Идеология развития России. 2-е изд., испр. и доп. В. Н. Кузнецов М., 2010.
9. Основания геокультуры: Социология геокультурной динамики безопасности в Мире Культура — Сеть РАН. Ин-т соц.-полит. исслед. В. Н. Кузнецов М., 2006. 436 с. На англ. яз.
10. Безопасность России в XXI веке Рук. Межвед. н.-и. проекта и авт. 54. статей В. Н. Кузнецов М., 2006.
11. Безопасность Евразии 2004: Энциклопедический словарь-ежегодник Автор Идеи и Концепции, рук. проекта, авт. статей В. Н. Кузнецов М., 2006.
12. Гуманитарный стратегический манёвр. Колл. авт.; ред.-сост., авт. разделов В. Н. Кузнецов. М., 2004.
13. Становление Большой Теории гуманистических эволюционных позитивных перемен в человеческом развитии, в российском обществе 3.0, в миролюбивом мире 3.0 Безопасность Евразии. 2015. № 1. В. Н. Кузнецов
14. Безопасность через развитие: Газовая промышленность для Человека, Семьи и Общества. (Социолого-экономический аспект). В. Н. Кузнецов. М.: Интел Тех, 2000. — 25 п.л.
15. Культура безопасности: Социологическое исследование. В. Н. Кузнецов М.: Наука, 2001. — 31 п.л.
16. Социология безопасности: Формирование культуры безопасности в трансформирующемся обществе. В. Н. Кузнецов М.: Республика, 2002. — 29 п.л.
17. Социология безопасности: Учебник. В. Н. Кузнецов М.: Книга и бизнес, 2003. — 31 п.л.
18. Геокультура: Основы геокультурной динамики безопасности в мире XXI: культура — сеть. В. Н. Кузнецов М.: Книга и бизнес, 2003. — 39,5 п.л
19. Российская идеология 21: опыт социологического исследования российской идеологии 21 века. В. Н. Кузнецов М.: Книга и бизнес, 2004. — 551 стр., 34,8 п.л.
20. Социология Великой Победы .Коллективная монография под ред. В. Н. Кузнецова, авторы Ефимов Н., Серебрянников В., Тюшкевич С., Иванов В. И др. М.РИЦ ИСПИ РАН 2005 23 п.л., в том числе 5 а.п.л.
21. Стратегия демографического развития России. Коллективная монография под ред В. Н. Кузнецова и Л. Л. Рыбаковского авторы С Рязанцев, Архангельский А.и др. М. 2005. 13 п.л, в том числе а.п.л. 1, 5
22. Общая социология. З. Т. Голенкова, М. М. Акулич, В. Н. Кузнецов. Учебное пособие. М.: Гардарики, 2005. — 13 п.л., в том числе 2 а.п.л.
23. Социология Великой Победы. Под редакцией В. Н. Кузнецова. РИЦ ИСПИ РАН. 2005. — 23,1 п.л., в том числе 2,1 а.п.л.
24. Идеология. Социологический аспект. В. Н. Кузнецов. Учебник. М.: Книга и бизнес, 2005. — 51 п.л.
25. Социология идеологии. В. Н. Кузнецов. Курс лекций. Книга и бизнес. 2005. — 31 п.л.
26. Социология молодежи. Учебник под редакцией В. Н. Кузнецова М.: Изд-во Гардарики, 2005. — 21 п.л., в том числе 3,2 а.п.л.
27. Социология и государственность. Г. В. Осипов, В. Н. Кузнецов Изд-во «Вече». Москва. 2005. — 35 п.л.
28. Foundation of Geoculture. В. Н. Кузнецов Изд-во «Книга и Бизнес». Москва. 2006. — 30 п.л.
29. Юбилей Великой Победы. В. Н. Кузнецов, В. К. Сергеев, В. Н. Иванов Изд-во «Серебряные нити». Москва. 2006. — 13 п.л, в том числе 3,5 а.п.л..
30. Московско-Шанхайская модель миропорядка Коллективная монография под ред В. Н. Кузнецова: авторы С.Кортунов, Э.Кочетов, О.Бельков, Р.Яновскийи др. М. Книга и Бизнес 82 п.л., в том числе 6, 5 а.п.л.
31. Социология социальной сферы Учебное пособие под ред. М. М. Акулич и В. Н. Кузнецова. Гардарики 2007. 15 п.л., в том числе 2,1 а.п.л.
32. Мироустройство XXI: мировоззрение, миропорядок Коллективная монография под ред. В. Н. Кузнецова : авторы В.Садовничий, С.Рогов, Н.Симония, Г.Мирский, Г.Силасте и др. М. Книга и Бизнес. 85 п.л., в т.ч 4,5 а.п.л.
33. Социология компромисса . В. Н. Кузнецов. М.Книга и Бизнес.2007.37п.л.
34. Основы социологии терроризма. Коллективная монография под ред. В. Н. Кузнецова: авторы Ефимов Н, .Викторов А., Михайлов А.Соломатина Е. и др. М.2008.15п.л., в том числе1, 5а.п.л..
35. Социология компромисса. В. Н. Кузнецов Учебное пособие. М.Книга и Бизнес.23 п.л.
36. Гуманитарные взаимодействия: Социологическое исследование становления геокультурной теории безопасности/в 3 томах/В. Н. Кузнецов:
  - том 1. Россия и Евразия М.Книга и Бизнес.2008.28, 5п.л.
  - том 2. Социология справедливости М.Книга и бизнес.2008.27 п.л.
  - том 3. Основания глобальной безопасности М.Книга и Бизнес.2009.32, 5п.л.
37. Социология безопасности. В. Н. Кузнецов Учебное пособие. М. Изд. МГУ 2009. 23п.л.
38. Социология идеологии. В. Н. Кузнецов Учебное пособие. М. Изд. МГУ 2009. 24 п.л.
39. Мир после кризиса: Ос новные гуманитарные тенденции становления в XXI веке концепции культуры развития человека, общества и цивилизации. В. Н. Кузнецов М. 2009. 10,2 п.л.
40. Геокультурная энциклопедия — 2009: Культура развития через культуру безопасности. В. Н. Кузнецов М. Книга и Бизнес. 2009. 40 п.л.
41. Теория компромисса. В. Н. Кузнецов. М.Книга и Бизнес. 2010. 46,8 п.л.
42. Смысл Великой Победы. Коллективная монография под ред . В. Н. Кузнецова, авторы: В.Садовничий Святейший Патриарх Кирилл, А.Капто, Д.Урсул, Н.Нарочницкая, В.Фалин. Р.Яновский и др. М.Книга и Бизнес. 2010. 120 п.л., в том числе 4,5 а.п.л.
43. Идеология развития России. В. Н. Кузнецов М.Книга и Бизнес.2010. 31,25 п.л.
44. Повестка Дня и Правила Игры, которые народы России предложили на 2012 год самим себе: для всех граждан, всех институтов общества, всех структур власти. Социологическое исследование. В. Н. Кузнецов. М.2011. 8,9 п.л.
45. Мы — народ : Народ — главный Субъект развития, модернизации, управления Россией. Коллективная монография под ред. В. Н. Кузнецова, авторы: Е.Примаков, Святейший Патриарх Кирилл, С.Кортунов, В.Добрынина, А.Неклесса, В.Иванов, О.Бельков и др. М.Книга и Бизнес. 2011. 87,75 п.л., в том числе 4,8 а.п.л.
46. Партнерство: Культура партнерства как интегрирующий гуманитарный кластер смыслов культуры мира и безопасности, партнерств людей, народов и цивилизаций. В. Н. Кузнецов. М.Книга и Бизнес. 2011. 29,8 п.л.

### Научные доклады
1. Доклад Кузнецова «Культура безопасности как диалог цивилизаций и новая безопасность XXI века» НАВИГУТ. 2000. № 2. — 3 п.л.
2. Тезисы доклада В. Н. Кузнецова «Культура безопасности в трансформирующемся обществе» НАВИГУТ. 2002. № 2. — 1 п.л.
3. Доклад Кузнецова «ОСНОВАНИЯ ГЕОКУЛЬТУРЫ» для научно-методологического семинара «Высокие гуманитарные технологии — XXI» НАВИГУТ. 2003. № 1. — 4 п.л.
4. Доклад Кузнецова «Теория и методология социологии безопасности» на II Всероссийском конгрессе социологов М.: Макс-Пресс. 2003. — 2,1 п.л .
5. Доклад Кузнецова на общем собрании ООН РАН «Безопасность, благополучие человека, семьи, государства» Безопасность Евразии. 2004. № 1. — 1,5 п.л.
6. Доклад Кузнецова «Российская идеология XXI века в обеспечении эффективности и безопасности динамично-устойчивого развития России». «Стратегии динамического развития России». Материалы 1-й международной научно-практической конференции М.: издательство «Прогресс». 2004. — 1,1 п.л.
7. Wor: d Congress. Beiging Yuly 7-11, 2004. CASS (36-й мировой социологический конгресс, Пекин 7-11 июля, издательство CASS). « Concept of Ceoculture as a Sociologial Lnstrument for Analyzing National Ldeologies» — 0,8 п.л.
8. Международная конференция Балканских стран «Regional Development and Lntegration of the Balkans into the EU Structures». SVEN — 2004. «Геокультура и безопасность в условиях глобализации» — 0,9 п.л.
9. 1-я международно-практическая конференция «Стратегии динамического развития России» (РАГС — 2004). «Российская идеология XXI века в обеспечении эффективности и безопасности динамично-устойчивого развития России». т.1, М.: издательство «Проспект» — июнь 2004 г. — 0,9 п.л.
10. Международный социологический симпозиум (Саратов, апрель-2004) «Роль социологии в формировании объединяющей российской идеологии». М.: издательство «Национальная книга», 2004 — 0,9 п.л.
11. Конференция «Формирование идеологии консолидации: актуальные проблемы их решения» МОО «Объединения социологов Сибири» (17 февраля 2004 г., г. Барнаул) «Научные основания формирования новой идеологии консолидации российского общества в начале XXI века» Изд. «Аз Бука», Барнаул, 2004. — 1,1 п.л.
12. Доклад на расширенном заседании Ученого Совета ИСПИ РАН, Академии социальных наук «Общенациональная цель: безопасность и благополучие человека — как фундаментальная проблема российских общественных наук». РИЦ ИСПИ РАН, Москва — 2004. — 2,9 п.л.
13. Доклад Кузнецова В. Н. «Безопасность и благополучие человека, семьи и государства — важнейшая фундаментальная научная проблема» на IV Международном социальном конгрессе «Социальные процессы и социальные отношения в современной России». Издательство РГСУ. Москва. 2004 — 1,3 п.л.
14. Доклад В. Н. Кузнецова, В. П. Култыгина на международной конференции в Мехико: «Социальное развитие и изменение семьи». Семья как стабилизирующий фактор в период радикальных трансформаций: социальный опыт России. Mexico — City, 2005. — 1,5 п.л.
15. Идеологическая культура как новая социологическая дисциплина. V региональная научная конференция «Неделя науки». Министерство образования РФ. РГУ. ИПК при РГУ. Ростов на Дону. 20.04.2005 — 1,6 п.л.
16. Роль общественных наук в борьбе с преступностью и терроризмом. Всероссийская научно-практическая конференция «Современное российское общество: проблемы безопасности, преступности, терроризма». Краснодар. 19-20 мая 2005 г. 0,7 п.л.
17. Влияние социальных изменений на типы теорий. Доклад на Европейской Социологической ассоциации. Париж, 2005. — 0,7 п.л.
18. Стратегия национальной безопасности России и ее роль в дальнейшем развитии Прикаспийского региона. В.Кузнецов. . Лондон. Университет Кембридж. сентябрь, 2005 г. 1.2 п.л.
19. Доклад Кузнецова В. Н. «Социология становления евразийской безопасности как глобальная гуманитарная инновация XXI века: геокультурный аспект». Ежегодная научная сессия научно-исздательского Проекта «Безопасность Евразии». Книга и бизнес. Москва, октябрь 2005. — 2,8 п.л.
20. Научный доклад В. Н. Кузнецова для научно-методологического семинара «Высокие гуманитарные технологии: Глобальная структурная гуманитарная революция ХХI века. Москва 10 марта 2006. М. 2,1 п.л.
21. Научный доклад В. Н. Кузнецова на Сорокинских чтениях» Особенности становления и функционирования глобальной социологической геокультурной объясняющей модели современных кризисных перемен" Москва МГУ им. М. В. Ломоносова декабрь 2008. 2 п.л.
22. Научный доклад В. Н. Кузнецова на Ломоносовских чтениях «Социология глобального компромисса. К апрельскому совещанию „двадцатки“ в Лондоне» Москва апрель 2009 МГУ им. М. В. Ломоносова .Книга и Бизнес 2,3 п.л.

### Брошюры и научные статьи
1. Экспертная оценка Закона Российской Федерации «О безопасности» (соавторы: Шершнев Л. Н., Бельков О. А., Гливаковский А. К., Сергеев Г. М., Кутахов Ю. Л.) Безопасность. 1992. № 1. — 1 п.л.
2. Социальная некомпетентность власти (соавторы: Шершнев Л. И., Сергеев Г. М., Кутахов Ю. Л.) Безопасность. 1992. № 4. — 0,5 п.л.
3. Как заказать социологическое исследование по проблемам безопасности (соавтор: Кутахов Ю. Л.) Безопасность. 1992. № 1. — 0,3 п.л.
4. Программа действий Фонда национальной и международной безопасности на 1994 и последующие годы (соавторы: Сергеев Г. М., Шершнев Л. И., Перевалов В. Ф., Кутахов Ю. Л.) Безопасность. 1994. № 1. — 1 п.л.
5. Концептуальные основы безопасности организации (соавторы: Шершнев Л. И., Шумило В. Н.) Безопасность. 1994. № 5. — 1 п.л.
6. Разрушительный вектор направленности материалов российских средств массовой информации Безопасность. 1995. № 1. — 0,5 п.л.
7. Рабочее совещание по проблемам экономической безопасности Российской Федерации (Обзор) Безопасность. 1997. № 10-12. — 1 п.л.
8. Механизм влияния социально-экономических условий и факторов на состояние преступности в обществе. М.: МГАПИ, 1998. — 2,5 п.л.
9. Обострение проблемы преступности в современной России. М.: МГАПИ, 1999. — 3,8 п.л.
10. Нейтрализация роста преступности в России: социально-экономический аспект. М.: МГАПИ, 1999. — 2,8 п.л.
11. Для Человека и Семьи: О методологическом семинаре «Высокие Гуманитарные Технологии» НАВИГУТ. 1999. № 1. — 0,5 п.л.
12. Теоретико-методологические основы социологии безопасности Безопасность Евразии. 2000. № 1. — 2 п.л.
13. Становление методологии безопасности России / Материалы Всероссийской научной конференции «Армия в социально-политических отношениях трансформирующегося общества» (Москва, 6.04.2000 г.) НАВИГУТ. 2000. № 1. — 1 п.л.
14. Культура безопасности: опыт социологического анализа Безопасность Евразии. 2000. № 2. — 2 п.л.
15. Методология развития и безопасность газовой промышленности России ЭНДИСИ. 2000. № 5. — 1 п.л.
16. Культура мира и возможность культуры безопасности / Диалог и взаимодействие цивилизаций Востока и Запада: альтернативы на XXI век: Материалы к IV Международной Кондратьевской конференции (Москва, 15-16 мая 2001 г.). М.: МФК, 2001. — 0,5 п.л.
17. Основы социологии культуры безопасности Безопасность Евразии. 2001. № 1. — 1 п.л.
18. Культура безопасности современного российского общества. М.: РИЦ ИСПИ РАН, 2002. — 4,4 п.л.
19. О возможности культуры опасности, угрозы, вызова и риска как важного звена новой гуманитарной парадигмы XXI века НАВИГУТ. 2001. № 1. — 1 п.л.
20. Философия и социология безопасности Безопасность Евразии. 2001. № 2. — 0,5 п.л.
21. Евразийская безопасность как новый феномен XXI века Безопасность Евразии. 2001. № 3. — 1 п.л.
22. Динамика формирования социологии культуры безопасности Безопасность Евразии. 2001. № 4. — 1,5 п.л.
23. Таможня как ключевое звено безопасности Евразии / Исследование проблем таможенного дела: Сборник статей. — М.: Российская таможенная академия, 2001. — 0,6 п.л.
24. Методологические вопросы определения индикаторов культуры безопасности НАВИГУТ. 2002. № 1. — 1 п.л.
25. Становление социологии диалога, мира и безопасности Безопасность Евразии. 2002. № 2. — 1 п.л.
26. Социология безопасности. Программа учебного курса Безопасность Евразии. 2002. № 3. — 4 п.л.
27. Москвичи о проблемах современной ситуации Россия: Центр и регионы. Выпуск 9. — М.: РИЦ ИСПИ РАН, 2002. — 1 п.л.
28. Геокультура как феномен и научная категория (Социологический аспект: к постановке проблемы)Навигут 2002 2 1,5 п.л.
29. Геокультура как гуманитарная парадигма XXI века Безопасность Евразии. 2002. № 4. — 1 п.л.
30. О социологическом преодолении фундаментального противоречия между свободой человека и его безопасностью. Безопасность Евразии. 2003 г. № 2 — 4 п.л.
31. О социологическом смысле идеологии консолидации: геокультурный аспект. Безопасность Евразии. 2003. № 3 — 4,2 п.л.
32. Безопасность: наши цели, идеалы и ценности. Информационно-аналитический журнал «Муниципальный мир». 2003 г. Изд-во Академии наук социальных технологий — 0,5 п.л.
33. Культура безопасности жизни. Методология решения проблемы безопасности России. Гл. I, т. 8 Энциклопедия живого знания. Издательство «Вера плюс». Социология гуманитарных инноваций. «Безопасность Евразии». № 4. 2004. — 1,6 п.л.
34. Социология Победы. Безопасность Евразии. 2004. № 2.
35. Общенациональная цель как фундаментальная проблема социологии. СОЦИС, № 4. 2005. — 0,5 п.л.
36. Россия: глобальные вызовы и локальные риски. Под редакцией Г. В. Осипова, В. Н. Кузнецова, В. В. Локосова. ИСПИ РАН. М.: Изд-во ОАО «ВТИ», 2005. — 44 п.л., в том числе 4,4 а.п.л.
37. Программа учебного курса «Социология идеологии». В. Н. Кузнецов. Книга и бизнес. 2005. — 3 п.л.
38. Учебно-методическое пособие «Социология идеологии». Книга и бизнес. 2005. — 10,25 п.л.
39. «Идеология социологии» В. Н. Кузнецов (составитель). Хрестоматия. Книга и бизнес, 2005. — 41 п.л.
40. Юбилей Великой Победы. В. Н. Кузнецов, В. Н. Иванов, В. К. Сергеев. РИЦ ИСПИ РАН, 2005. — 11,5 п.л.
41. 60-летие Великой Победы. Ветераны о Великой Отечественной войне. В. Н. Кузнецов, В. Н. Иванов, В. К. Сергеев Информационно-аналитический бюллетень Федерального Собрания Российской Федерации № 5. Москва, 2005. — 2,5 п.л.
42. Facets Of Social Theory At The Start Of The Millennium (Грани социальной теории начала тысячелетия). V. Kuznetsov and V. Kultygin. 2005. Paris — Moscow — Stockholm. — 6,5 п.л.
43. Социология гуманитарных инноваций. Гуманитарный ежегодник № 4. Изд-во Ростовского университета. 2005. — 0,4 п.л.
44. Идеологическая культура как научная проблема. Навигут № 1.Изд-во «Книга и бизнес». 2005. — 2,1 п.л.
45. Формирование евразийской безопасности. Вестник библиотечной Ассамблеи Евразии. № 4. Москва — 2005. ФГУ «Российская Государственная библиотека». — 0,8 п.л.
46. Становление евразийской безопасности как основание глобальной безопасности XXI века. Безопасность Евразии № 4. 2005. — 0,9 п.л.
47. Социология идеологической культуры и миссия российской социологии в XXI веке Безопасность Евразии. 2005. № 1.
48. Социология, общество и государство в России. В. Н. Кузнецов, Г. В. Осипов. Гуманитарный ежегодник № 5, 2006 г. Изд-во Ростовского Государственного университета — 0,8 п.л.
49. Глобальная структурная гуманитарная революция. В. Н. Кузнецов. Материалы международной научной конференции «Роль идеологии в трансформационных процессах в России». Изд-во «Фолиант». Ростов-на-Дону. 2006 г. — 0,7 п.л.
50. Новая московско-Шанхайская модель мира в контексте единой гуманитарной парадгмы. Социологический аспект. Безопасность Евразии.2006.№ 2 2,1 п.л.
51. О новой миссии социологии в трансформации общественных наук. Безопасность Евразии 2006 № 3 1,1 п.л.
52. Российский геокультурный созидающий проект как смысловое ядро разворачивающейся глобальной структурной гуманитарной революции XXI века: Социологический аспект Безопасность Евразии. 2006. № 1.
53. Теория опережиющего компромисса. Безопасность Евразии 2007 № 2 2,1 п.л.
54. Формирование гуманитарной справедливости как научная социологическая геокультурная проблема Безопасность Евразии, 2008 № 2.1,2 п.л.
55. Концепция культуры развития государства через теорию и практику становления новой архитектуры международной (глобальной) безопасности XXI века Безопасность Евразии, 2009, № 3.2,3 п.л.
56. Тенденции формирования и функционирования Субъекта культуры развития Российской Федерации в XXI веке Безопасность Евразии, 2010,№ 1 1,2 п.л.
57. Проблема ответственности каждого человека перед народами России, перед Отечеством в ситуации: «если завтра война, если завтра глобальная природная техногенная катастрофа?» Безопасность Евразии, 2011, № 1 0,8 п.л.
58. Становление основ культуры национального как культуры развития народов России, как культуры партнёрства народов. (Серия статей из цикла работ по теме «Культура созидающего национализма» . Статья первая) Безопасность Евразии, 2011, № 11п.л.
59. Безопасность Человека 2014 как культура компромисса в глобальной игре с итогом, отличающимся от нуля (≠0) Безопасность Евразии. 2014. № 1.
60. Созидание, синтез — анализ — синтез в культуре критически востребованных облачных 3.0 процессов в общественных науках 2010—2014 годов Безопасность Евразии. 2014. № 2.
61. Становление и функционирование критически актуальных социологических гуманистических методологий в сфере культуры национальной безопасности России XXI Безопасность Евразии. 2014. № 2.
62. Методология коммуникационного общества 1.0-4.0. Правила Игры в Глобальном Миролюбивом Мире 2016—2030: Социологический гуманистический аспект.
63. Становление Большой Теории гуманистических эволюционных позитивных перемен в человеческом развитии, в российском обществе 3.0 в миролюбивом мире 3.0 Безопасность Евразии. 2015. № 1.
64. Становление коммуникационной эпохи XXI, коммуникационного общества 1.0-4.0, Великой Созидающей Коммуникационной Эволюции 2015—2030 как Событие; как фундаментальная научная теория и методология; как глобальная позитивная деятельность нас самих для миролюбивого мира между людьми и народами, нациями и государствами Безопасность Евразии. 2015. № 2.
65. Концепция Кузнецова: «Культура Миролюбивого Мира 1.0-4.0 через коммуникацию, компромисс, кооперацию, конвергенцию, коэволюцию 2016—2030».
66. Гуманистические основания становления и функционирования платформы Больших Данных и Высшего Облачного Синтеза как теории, методологии, институционализации Коммуникационного Миролюбивого Общества 1.0-4.0 Безопасность Евразии. 2016. № 1.

## Награды
- Награждён государственными наградами, в том числе орденом Красного Знамени
- Лауреат премии Питирима Сорокина